# Тарікі-Ахуроа
Тарікі-Ахуроа – комплекс із двох газових родовищ на Північному острові Нової Зеландії, що розроблялись за єдиним проектом.
Родовища відкрили у 1986 році унаслідок спорудження розвідувальних свердловин Ahuroa-2A (показала на тестуванні приплив у 0,39 млн м3 газу та 627 барелів конденсату) і Tariki-1A (приплив у 0,23 млн м3 газу та 439 барелів конденсату).
Комерційні запаси вуглеводнів виявились пов’язані з пісковиками формації Отараоа – з тією її складовою, що носить назву Тарікі (в деяких джерелах можна зустріти назву формація Тарікі). Крім того, свердовина Tariki-2C змогла видати 180 тисяч барелів нафти з вапнякової формації Тікорангі (як і Отараоа відноситься до олігоцену). Також відомо, що на Ахуроа глибина залягання покладів становить 2,3 кілометра.
Родовища ввели в експлуатацію у 1995 році. В межах облаштування запустили установку підготовки, здатну приймати 1,27 млн м3 на добу. Установка провадила вилучення пропан-бутанової фракції, після чого товарний газ спрямовували до газопроводу Ахуроа – Стратфорд – Нью-Плімут.
В 2007 та 2008 роках розробка Ахуроа та Тарікі припинилась на тлі виснаження запасів. Відомо, що було видобуто не менше 2,69 млрд м3 та 4,6 млн барелів конденсату.
За кілька років на основі виснаженого покладу створили підземне сховище газу Ахуроа.